# Crvica (Bajina Bašta)
Crvica (Servisch cyrillisch Црвица) is een plaats in de Servische gemeente Bajina Bašta. De plaats telt 756 inwoners (2002).